# Sjemonaīcha Aūdany
Sjemonaīcha Aūdany är ett distrikt (rajon) i Kazakstan.   Det ligger i oblystet Östkazakstan, i den östra delen av landet, 800 km öster om huvudstaden Astana.